# Pouimrê
Pouimrê, aussi orthographié Puyemrê, est un noble égyptien ancien, architecte et second prêtre d'Amon sous le règne de Thoutmôsis III de la XVIIIe dynastie. Il est le fils de Pouia et de Néfer-Iah, et avait deux femmes : Tanefert et Sensonb. Son épouse Sensonb est la fille du supérieur de Pouimrê, le grand prêtre d'Amon Hapouseneb et son épouse Amenhotep. Sensonb a servi dans le temple d'Amon comme une adoratrice divine. 
Le tombeau de Pouimrê - TT39 - est situé à El-Khokha, une partie de la nécropole thébaine, sur la rive ouest du Nil, en face de Louxor.